# Asociația Futball Klub Csíkszereda Miercurea Ciuc 2025-2026
Questa voce raccoglie le informazioni riguardanti il Asociația Futball Klub Csíkszereda Miercurea Ciuc nelle competizioni ufficiali della stagione 2025-2026.

## Stagione
Nella stagione 2025-2026 il Csíkszereda disputa per la prima volta nella sua storia il campionato di Liga I, dopo il secondo posto in Liga II della stagione precedente, che è valso la promozione in massima divisione.

## Divise e sponsor
Lo sponsor tecnico per la stagione 2025-2026 è 2Rule, mentre il main sponsor è MOL.
| Casa | Trasferta |

## Organigramma societario
Area direttiva
- Presidente: Zoltán Szondy
- Ufficio stampa: Attila Rédai

Area sportiva
- Direttore sportivo: Szilárd Cseke
- Manager: János Bokor, Eugen Pârvulescu

Area tecnica
- Allenatore: Róbert Ilyés
- Allenatori in seconda: Barna Bajkó, László Albu
- Preparatore atletico: Árpád Kemal Takács
- Analista video: Áron Keszler
- Allenatore dei portieri: Barna Nagy

Area sanitaria
- Medico sociale: Loránd Hegyessy
- Massaggiatori: Zoltán Sajgó, László Mikó

## Rosa
Rosa e numerazione aggiornate al 18 agosto 2025.
| N. |                       | Ruolo | Calciatore               |
| -- | --------------------- | ----- | ------------------------ |
| 1  | Romania (bandiera)    | P     | Márk Karácsony           |
| 3  | Romania (bandiera)    | D     | Raul Palmeș              |
| 5  | Ungheria (bandiera)   | D     | Dávid Kelemen (capitano) |
| 6  | Romania (bandiera)    | C     | Lóránd Pászka            |
| 7  | Ungheria (bandiera)   | A     | Benjamin Babati          |
| 8  | Romania (bandiera)    | C     | Szilárd Vereș            |
| 9  | Slovacchia (bandiera) | A     | Jozef Dolný              |
| 10 | Spagna (bandiera)     | C     | Soufiane Jebari          |
| 11 | Brasile (bandiera)    | C     | Anderson Ceará           |
| 13 | Romania (bandiera)    | C     | Attila Csürös            |
| 15 | Romania (bandiera)    | C     | Ervin Bakos              |
| 17 | Romania (bandiera)    | C     | Erwin Bloj               |
| 18 | Ungheria (bandiera)   | C     | Szabolcs Dusinszki       |
| 19 | Ungheria (bandiera)   | C     | János Ferenczi           |
| 20 | Romania (bandiera)    | C     | Efraim Bödő              |

| N. |                       | Ruolo | Calciatore         |
| -- | --------------------- | ----- | ------------------ |
| 22 | Ungheria (bandiera)   | A     | Alexander Torvund  |
| 23 | Ungheria (bandiera)   | D     | János Nagy         |
| 24 | Ungheria (bandiera)   | D     | János Hegedűs      |
| 25 | Romania (bandiera)    | C     | Lóránd Bencze      |
| 27 | Ungheria (bandiera)   | A     | Márton Eppel       |
| 33 | Romania (bandiera)    | P     | Maté Simon         |
| 53 | Romania (bandiera)    | C     | Botond Szondi      |
| 77 | Slovacchia (bandiera) | C     | Peter Gál-Andrezly |
| 79 | Ungheria (bandiera)   | C     | Szabolcs Szalay    |
| 80 | Ungheria (bandiera)   | C     | Bálint Szabó       |
| 90 | Romania (bandiera)    | C     | Szabolcs Szilágyi  |
| 94 | Romania (bandiera)    | P     | Eduard Pap         |
| 96 | Romania (bandiera)    | C     | Ramon Erdei        |
| 97 | Ungheria (bandiera)   | C     | Bence Végh         |
| 99 | Romania (bandiera)    | A     | Alpár Gergely      |

## Calciomercato

### Sessione estiva(dall'1/7 al 30/9)
| Acquisti         | Acquisti           | Acquisti           | Acquisti      |
| R.               | Nome               | da                 | Modalità      |
| ---------------- | ------------------ | ------------------ | ------------- |
| P                | Eduard Pap         | CSC Dumbrăvița     | svincolato    |
| D                | János Hegedűs      | Paksi              | svincolato    |
| C                | Szabolcs Dusinszki | Puskás Akadémia    | prestito      |
| C                | János Ferenczi     | Debrecen           | svincolato    |
| C                | Lóránd Pászka      | Ferencváros        | svincolato    |
| C                | Bálint Szabó       | Paksi              | svincolato    |
| C                | Szabolcs Szalay    | Zalaegerszeg       | svincolato    |
| C                | Szabolcs Szilágyi  | Vasas              | definitivo    |
| C                | Bence Végh         | MTK Budapest       | svincolato    |
| A                | Márton Eppel       | Nyíregyháza        | svincolato    |
| A                | Alpár Gergely      | KSE Târgu Secuiesc | svincolato    |
| Altre operazioni |                    |                    |               |
| R.               | Nome               | da                 | Modalità      |
| P                | Zsombor Deáky      | Odorheiu Secuiesc  | fine prestito |
| C                | Dániel Lukács      | Odorheiu Secuiesc  | fine prestito |
| C                | Robert Ronai       | Odorheiu Secuiesc  | fine prestito |

| Cessioni         | Cessioni      | Cessioni              | Cessioni      |
| R.               | Nome          | a                     | Modalità      |
| ---------------- | ------------- | --------------------- | ------------- |
| D                | Márk Kovács   | Dunajská Streda       | fine prestito |
| D                | Bence Pintér  | Olimpia Satu Mare     | svincolato    |
| C                | Lóránd Fülöp  | Șoimii Gura Humorului | svincolato    |
| C                | Lóránt Kovács |                       | svincolato    |
| Altre operazioni |               |                       |               |
| R.               | Nome          | a                     | Modalità      |
| P                | Zsombor Deáky | Olimpia Satu Mare     | prestito      |
| C                | Robert Ronai  | Viitorul Arad         | svincolato    |

## Risultati

### Liga I

#### Prima fase

##### Girone di andata
| Arbitro: | Rareș Vidican |

|                          |           |                      |
| Sivis 2’ (aut.) Bödő 11’ | Marcatori | 16’ Musi 43’ Gnahoré |

| Arbitro: | Viorel Flueran |

|                                                                    |           |                  |
| Purece 34’ (rig.) Aganović 45’, 72’ Dulcea 55’ Rotund 86’ Said 90’ | Marcatori | 21’ (rig.) Dolný |

| Arbitro: | Florin Andrei |

|  |           |                        |
|  | Marcatori | 7’ Hromada 44’ Petrila |

| Arbitro: | Radu Petrescu |

|                                 |           |                      |
| Matos 16’ Garutti 42’ Pîrvu 68’ | Marcatori | 45+6’ Anderson Ceará |

| Miercurea Ciuc 16 ottobre 2025, ore 20:00 EEST 5ª giornata | Csíkszereda | – referto | CFR Cluj | Stadio Municipal Miercurea Ciuc |

| Arbitro: | Vlad Băban |

|                |           |                 |
| Lung 3’ (aut.) | Marcatori | 11’, 69’ Nsimba |

| Botoșani 23 agosto 2025, ore 17:45 EEST 7ª giornata | Botoșani | – referto | Csíkszereda | Stadio Municipal Botoșani |

| Miercurea Ciuc 30 agosto 2025, ore 17:00 EEST 8ª giornata | Csíkszereda | – referto | Oțelul Galați | Stadio Municipal Miercurea Ciuc |

| Bucarest 13 settembre 2025, ore 17:00 EEST 9ª giornata | FCSB | – referto | Csíkszereda | Arena Națională |

| Miercurea Ciuc 20 settembre 2025, ore 17:00 EEST 10ª giornata | Csíkszereda | – referto | Metaloglobus | Stadio Municipal Miercurea Ciuc |

| Arad 27 settembre 2025, ore 17:00 EEST 11ª giornata | UTA Arad | – referto | Csíkszereda | Stadio Francisc von Neuman |

| Miercurea Ciuc 4 ottobre 2025, ore 17:00 EEST 12ª giornata | Csíkszereda | – referto | U Cluj | Stadio Municipal Miercurea Ciuc |

| Sibiu 18 ottobre 2025, ore 17:00 EEST 13ª giornata | Hermannstadt | – referto | Csíkszereda | Stadio Municipal Sibiu |

| Miercurea Ciuc 25 ottobre 2025, ore 17:00 EEST 14ª giornata | Csíkszereda | – referto | Petrolul Ploiești | Stadio Municipal Miercurea Ciuc |

| Ovidiu 1 novembre 2025, ore 17:00 EET 15ª giornata | Farul Costanza | – referto | Csíkszereda | Stadio Viitorul |

##### Girone di ritorno
| Bucarest 8 novembre 2025, ore 17:00 EET 16ª giornata | Dinamo Bucarest | – referto | Csíkszereda | Stadio Arcul de Triumf |

| Miercurea Ciuc 22 novembre 2025, ore 17:00 EET 17ª giornata | Csíkszereda | – referto | Unirea Slobozia | Stadio Municipal Miercurea Ciuc |

| Bucarest 29 novembre 2025, ore 17:00 EET 18ª giornata | Rapid Bucarest | – referto | Csíkszereda | Stadio Rapid-Giulești |

| Miercurea Ciuc 6 dicembre 2025, ore 17:00 EET 19ª giornata | Csíkszereda | – referto | Argeș Pitești | Stadio Municipal Miercurea Ciuc |

| Cluj-Napoca 13 dicembre 2025, ore 17:00 EET 20ª giornata | CFR Cluj | – referto | Csíkszereda | Stadio Dr. Constantin Rădulescu |

| Craiova 20 dicembre 2025, ore 17:00 EET 21ª giornata | U Craiova | – referto | Csíkszereda | Stadio Ion Oblemenco |

| Miercurea Ciuc 17 gennaio 2026, ore 17:00 EET 22ª giornata | Csíkszereda | – referto | Botoșani | Stadio Municipal Miercurea Ciuc |

| Galați 24 gennaio 2026, ore 17:00 EET 23ª giornata | Oțelul Galați | – referto | Csíkszereda | Stadio Oțelul |

| Miercurea Ciuc 31 gennaio 2026, ore 17:00 EET 24ª giornata | Csíkszereda | – referto | FCSB | Stadio Municipal Miercurea Ciuc |

| Clinceni 4 febbraio 2026, ore 17:00 EET 25ª giornata | Metaloglobus | – referto | Csíkszereda | Stadio Clinceni |

| Miercurea Ciuc 7 febbraio 2026, ore 17:00 EET 26ª giornata | Csíkszereda | – referto | UTA Arad | Stadio Municipal Miercurea Ciuc |

| Cluj-Napoca 14 febbraio 2026, ore 17:00 EET 27ª giornata | U Cluj | – referto | Csíkszereda | Cluj Arena |

| Miercurea Ciuc 21 febbraio 2026, ore 17:00 EET 28ª giornata | Csíkszereda | – referto | Hermannstadt | Stadio Municipal Miercurea Ciuc |

| Ploiești 28 febbraio 2026, ore 17:00 EET 29ª giornata | Petrolul Ploiești | – referto | Csíkszereda | Stadio Ilie Oană |

| Miercurea Ciuc 7 marzo 2026, ore 17:00 EET 30ª giornata | Csíkszereda | – referto | Farul Costanza | Stadio Municipal Miercurea Ciuc |

### Cupa României

#### Turni di qualificazione
| Voluntari 27 agosto 2025, ore 17:30 EEST Play-off | Voluntari | – referto | Csíkszereda | Stadio Anghel Iordănescu |

## Statistiche

### Statistiche di squadra
Statistiche aggiornate al 10 agosto 2025 (Liga I esclusa).
| Competizione  | Competizione  | Punti | In casa | In casa | In casa | In casa | In casa | In casa | In trasferta | In trasferta | In trasferta | In trasferta | In trasferta | In trasferta | Totale | Totale | Totale | Totale | Totale | Totale | DR |
| Competizione  | Competizione  | Punti | G       | V       | N       | P       | Gf      | Gs      | G            | V            | N            | P            | Gf           | Gs           | G      | V      | N      | P      | Gf     | Gs     | DR |
| ------------- | ------------- | ----- | ------- | ------- | ------- | ------- | ------- | ------- | ------------ | ------------ | ------------ | ------------ | ------------ | ------------ | ------ | ------ | ------ | ------ | ------ | ------ | -- |
| Liga I        | Prima fase    |       |         |         |         |         |         |         |              |              |              |              |              |              |        |        |        |        |        |        |    |
| Cupa României | Cupa României | -     |         |         |         |         |         |         |              |              |              |              |              |              |        |        |        |        |        |        |    |
| Totale        | Totale        | -     |         |         |         |         |         |         |              |              |              |              |              |              |        |        |        |        |        |        |    |

### Andamento in campionato

#### Prima fase
| Giornata  | 1 | 2  | 3  | 4  | 5  | 6  | 7 | 8 | 9 | 10 | 11 | 12 | 13 | 14 | 15 | 16 | 17 | 18 | 19 | 20 | 21 | 22 | 23 | 24 | 25 | 26 | 27 | 28 | 29 | 30 |
| --------- | - | -- | -- | -- | -- | -- | - | - | - | -- | -- | -- | -- | -- | -- | -- | -- | -- | -- | -- | -- | -- | -- | -- | -- | -- | -- | -- | -- | -- |
| Luogo     | C | T  | C  | T  | C  | C  | T | C | T | C  | T  | C  | T  | C  | T  | T  | C  | T  | C  | T  | T  | C  | T  | C  | T  | C  | T  | C  | T  | C  |
| Risultato | N | P  | P  | P  |    | P  |   |   |   |    |    |    |    |    |    |    |    |    |    |    |    |    |    |    |    |    |    |    |    |    |
| Posizione | 4 | 12 | 15 | 15 | 15 | 15 |   |   |   |    |    |    |    |    |    |    |    |    |    |    |    |    |    |    |    |    |    |    |    |    |

Legenda:

Luogo: C = Casa; T = Trasferta. Risultato: V = Vittoria; N = Pareggio; P = Sconfitta.

### Statistiche dei giocatori
Sono in corsivo i calciatori che hanno lasciato la società a stagione in corso.
Statistiche aggiornate al 10 agosto 2025 (Liga I esclusa).
| Giocatore       | Liga I   | Liga I | Liga I      | Liga I     | Cupa României | Cupa României | Cupa României | Cupa României | Totale   | Totale | Totale      | Totale     |
| Giocatore       | Presenze | Reti   | Ammonizioni | Espulsioni | Presenze      | Reti          | Ammonizioni   | Espulsioni    | Presenze | Reti   | Ammonizioni | Espulsioni |
| --------------- | -------- | ------ | ----------- | ---------- | ------------- | ------------- | ------------- | ------------- | -------- | ------ | ----------- | ---------- |
| Anderson Ceará  | 0        | 0      | 0           | 0          | 0             | 0             | 0             | 0             | 0        | 0      | 0           | 0          |
| B. Babati       | 0        | 0      | 0           | 0          | 0             | 0             | 0             | 0             | 0        | 0      | 0           | 0          |
| E. Bakos        | 0        | 0      | 0           | 0          | 0             | 0             | 0             | 0             | 0        | 0      | 0           | 0          |
| L. Bencze       | 0        | 0      | 0           | 0          | 0             | 0             | 0             | 0             | 0        | 0      | 0           | 0          |
| E. Bloj         | 0        | 0      | 0           | 0          | 0             | 0             | 0             | 0             | 0        | 0      | 0           | 0          |
| E. Bödő         | 0        | 0      | 0           | 0          | 0             | 0             | 0             | 0             | 0        | 0      | 0           | 0          |
| A. Csürös       | 0        | 0      | 0           | 0          | 0             | 0             | 0             | 0             | 0        | 0      | 0           | 0          |
| J. Dolný        | 0        | 0      | 0           | 0          | 0             | 0             | 0             | 0             | 0        | 0      | 0           | 0          |
| S. Dusinszki    | 0        | 0      | 0           | 0          | 0             | 0             | 0             | 0             | 0        | 0      | 0           | 0          |
| M. Eppel        | 0        | 0      | 0           | 0          | 0             | 0             | 0             | 0             | 0        | 0      | 0           | 0          |
| R. Erdei        | 0        | 0      | 0           | 0          | 0             | 0             | 0             | 0             | 0        | 0      | 0           | 0          |
| J. Ferenczi     | 0        | 0      | 0           | 0          | 0             | 0             | 0             | 0             | 0        | 0      | 0           | 0          |
| P. Gál-Andrezly | 0        | 0      | 0           | 0          | 0             | 0             | 0             | 0             | 0        | 0      | 0           | 0          |
| A. Gergely      | 0        | 0      | 0           | 0          | 0             | 0             | 0             | 0             | 0        | 0      | 0           | 0          |
| J. Hegedűs      | 0        | 0      | 0           | 0          | 0             | 0             | 0             | 0             | 0        | 0      | 0           | 0          |
| S. Jebari       | 0        | 0      | 0           | 0          | 0             | 0             | 0             | 0             | 0        | 0      | 0           | 0          |
| M. Karácsony    | 0        | 0      | 0           | 0          | 0             | 0             | 0             | 0             | 0        | 0      | 0           | 0          |
| D. Kelemen      | 0        | 0      | 0           | 0          | 0             | 0             | 0             | 0             | 0        | 0      | 0           | 0          |
| J. Nagy         | 0        | 0      | 0           | 0          | 0             | 0             | 0             | 0             | 0        | 0      | 0           | 0          |
| R. Palmeș       | 0        | 0      | 0           | 0          | 0             | 0             | 0             | 0             | 0        | 0      | 0           | 0          |
| E. Pap          | 0        | 0      | 0           | 0          | 0             | 0             | 0             | 0             | 0        | 0      | 0           | 0          |
| L. Pászka       | 0        | 0      | 0           | 0          | 0             | 0             | 0             | 0             | 0        | 0      | 0           | 0          |
| M. Simon        | 0        | 0      | 0           | 0          | 0             | 0             | 0             | 0             | 0        | 0      | 0           | 0          |
| B. Szabó        | 0        | 0      | 0           | 0          | 0             | 0             | 0             | 0             | 0        | 0      | 0           | 0          |
| S. Szalay       | 0        | 0      | 0           | 0          | 0             | 0             | 0             | 0             | 0        | 0      | 0           | 0          |
| S. Szilágyi     | 0        | 0      | 0           | 0          | 0             | 0             | 0             | 0             | 0        | 0      | 0           | 0          |
| B. Szondi       | 0        | 0      | 0           | 0          | 0             | 0             | 0             | 0             | 0        | 0      | 0           | 0          |
| A. Torvund      | 0        | 0      | 0           | 0          | 0             | 0             | 0             | 0             | 0        | 0      | 0           | 0          |
| S. Vereș        | 0        | 0      | 0           | 0          | 0             | 0             | 0             | 0             | 0        | 0      | 0           | 0          |
| B. Végh         | 0        | 0      | 0           | 0          | 0             | 0             | 0             | 0             | 0        | 0      | 0           | 0          |